# Jupp Elze
Josef „Jupp“ Elze (* 14. Dezember 1939 in Köln; † 20. Juni 1968 ebenda) war ein deutscher Profiboxer im Mittelgewicht.

## Laufbahn
Seine Profikarriere begann Jupp Elze im September 1961 im Kölner Eisstadion mit einem K.-o.-Sieg über Peter Faust. Am 30. Mai 1964 besiegte er, ebenfalls in Köln, in seinem achtzehnten Profikampf Manfred Hass und wurde somit Deutscher Meister im Mittelgewicht. Im Mai 1966 trat er in Berlin gegen Nino Benvenuti um die Europameisterschaft an, verlor jedoch durch technisches K. o. in der vierzehnten Runde.
Vor 25.000 Zuschauern verteidigte er am 2. September 1966 im Müngersdorfer Stadion seinen Deutschen Meistertitel gegen Peter „de Aap“ Müller. Bereits in der zweiten Runde entschied Elze den Kampf gegen seinen Herausforderer durch K. o. Müller beendete nach diesem Kampf seine Profikarriere. Im Jahr darauf konnte Elze seinen Deutschen Meister-Gürtel gegen Horst Wieczorek durch einen K.-o.-Sieg in der siebten Runde erneut erfolgreich verteidigen.
Am 12. Juni 1968 unternahm Elze den zweiten Versuch, Europameister im Mittelgewicht zu werden. Er stieg gegen Juan Carlos Duran in den Ring, den er zuvor im April 1965 bereits nach Punkten besiegt hatte. In der fünfzehnten Runde wurde Elze am Hinterkopf getroffen und ging zu Boden. Kurz nachdem er wieder aufgestanden war und seine Aufgabe signalisiert hatte, wurde er bewusstlos und fiel ins Koma. Trotz einer sofortigen Notoperation am Gehirn starb Elze acht Tage später an einer Hirnblutung in der Uniklinik in Köln-Lindenthal.
Die Obduktion ergab, dass Elze mit drei verschiedenen Substanzen gedopt war, unter anderem mit Methamphetamin, wodurch sein Schmerzempfinden während des Kampfes stark vermindert war. Sein damaliger Manager war Jean Löring. In die Geschichte ging Elze vorrangig als erster deutscher Profisportler ein, der an Doping-Folgen starb. Sein Grab befindet sich auf dem Kölner Ostfriedhof.

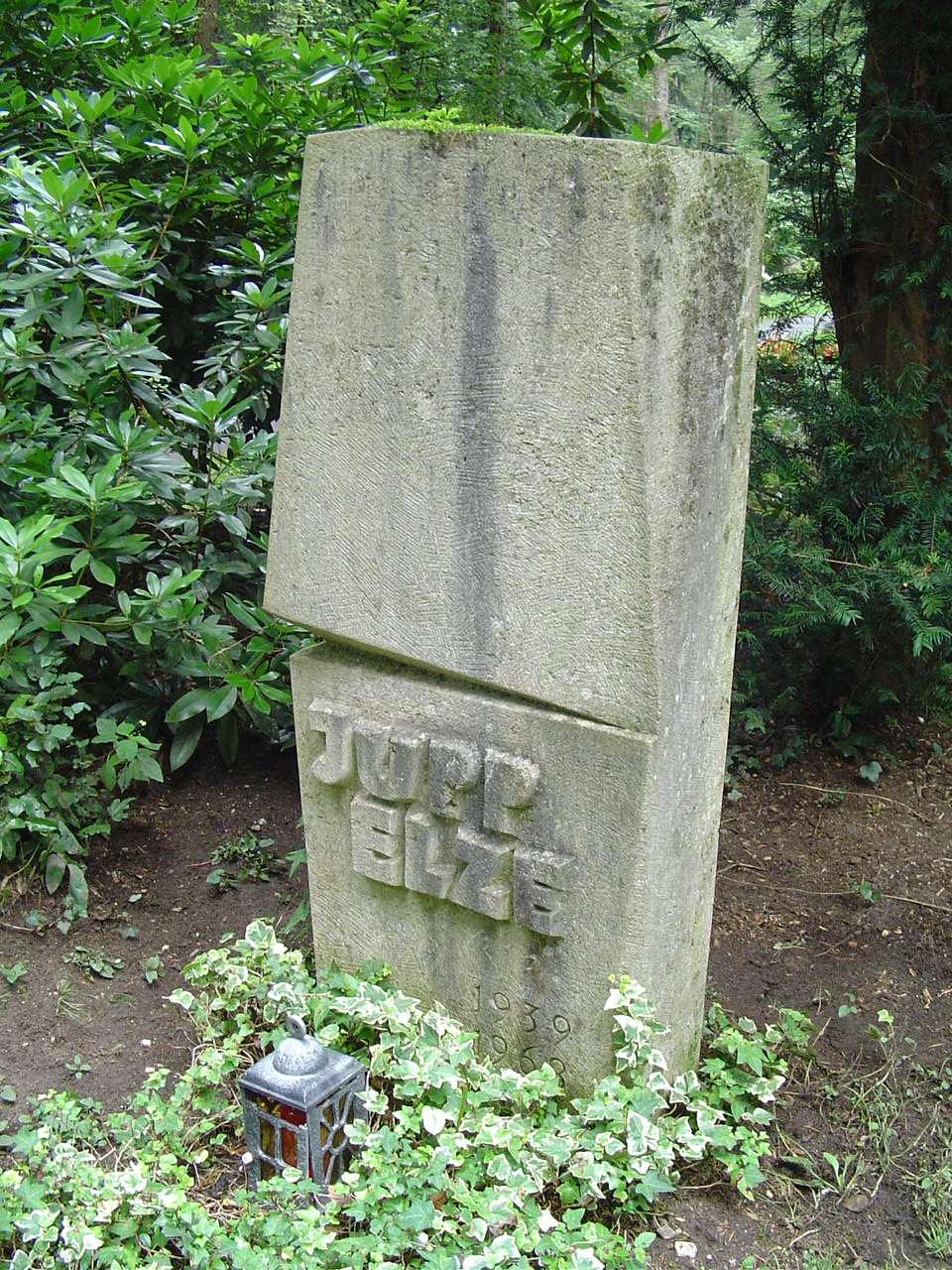
Grab von Jupp Elze auf dem Kölner Ostfriedhof

## Familie
Josef Elze war seit dem 15. Dezember 1965 mit Helga, geb. Zündorf verheiratet.

## Erfolge als Profi
- 1964–1967: Deutscher Meister (Mittelgewicht)
- 41 Kämpfe, davon 34 Siege (18 durch k.o.), 2 Unentschieden und 5 Niederlagen